# Bombylius turanicus
Bombylius turanicus är en tvåvingeart som beskrevs av Paramonov 1926. Bombylius turanicus ingår i släktet Bombylius och familjen svävflugor. Inga underarter finns listade i Catalogue of Life.